# Punta Fidelidad
Punta Fidelidad (von spanisch fidelidad ‚Treue‘) ist eine Landspitze im Norden der Livingston-Insel im Archipel der Südlichen Shetlandinseln. Im Norden des Kap Shirreff, dem nördlichen Ausläufer der Johannes-Paul-II.-Halbinsel, liegt sie unmittelbar östlich des Playa Roquerío.
Wissenschaftler der 45. Chilenischen Antarktisexpedition (1990–1991) benannten sie. Benennungsanlass war ein männlicher Pinguin, der ein von ihm und seinem toten Weibchen besetztes Areal an dieser Landspitze mit aller Macht gegen das Eindringen von Artgenossen verteidigte.